# Réseau social professionnel
 (février 2022).
Si vous disposez d'ouvrages ou d'articles de référence ou si vous connaissez des sites web de qualité traitant du thème abordé ici, merci de compléter l'article en donnant les références utiles à sa vérifiabilité et en les liant à la section « Notes et références ».
Un réseau social professionnel (parfois appelé réseau professionnel entre utilisateurs d'Internet) est un réseau social à usage exclusivement professionnel, orienté sur la mise en valeur et les échanges professionnels de ses membres, à la différence des réseaux sociaux grand public comme Facebook. Les plus connus sont Viadeo, LinkedIn et XING.